# Печчолі
Печчолі (італ. Peccioli) — муніципалітет в Італії, у регіоні Тоскана, провінція Піза.
Печчолі розташоване на відстані близько 240 км на північний захід від Рима, 55 км на південний захід від Флоренції, 32 км на південний схід від Пізи.

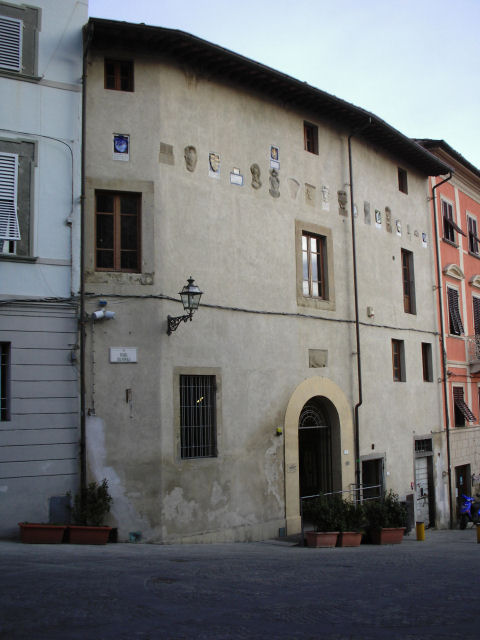

Населення — 4861 особа (2014).
Покровитель — San Verano.

## Демографія
Населення за роками:

Станом на 1 січня 2023 року в муніципалітеті офіційно проживали 333 іноземці з 41 країни, серед них 99 громадян країн Євросоюзу та 11 громадян України.

## Сусідні муніципалітети
- Капаннолі
- Лаятіко
- Монтайоне
- Палая
- Терриччола
- Вольтерра